# 誘發性肺量計

誘發性肺活量计。 吸入噴嘴面向照相機、左方彎曲塑膠為握把，在中间的是活塞(plunger、piston)(隨著可調整的標示去指示目標值)以及在右方是一個顯示患者是否吸入速度太快的指標。

誘發性肺活量計 ( incentive spirometer ) 是一种医疗设备，用於任何可能危害呼吸功能手術的患者，特别是肺部手术，幫助病人改善他们的肺部功能，預防及改善肺塌陷。 ，但也適用於心臟等，具有長時間麻醉和臥床的手術中恢復的患者。誘發性肺活量計還被提倡给肺炎或肋骨損傷的患者，用於幫助减少液體滯留肺部的機會。
病人需要盡可能深且慢的從肺量計吸氣，接著屏氣2-6秒鐘的時間，提供了撐開肺泡的背壓。 作用機制主要模擬自然深呼吸或打哈欠。 內含的活塞（piston）作為一個計量病人肺功能的指標，並且透過指標持續深吸氣。 患者通常被要求在一天中做多次訓練，同時測量進步程度。

## 適應症
- 出現肺塌陷。
- 四肢癱瘓或橫膈失能相關的限制型肺缺陷。
- 預期可能出現肺塌陷。
  - 上腹手術
  - 胸腔手術
  - 手術在慢性阻塞性肺疾病（COPD）患者[3]

## 種類
- 容量導向－Coach

- 流量導向－Triflo